# تپه مریژلو ۲
تپه مریژلو ۲ در شهرستان خرم‌آباد، بخش دوره چگنی، دهستان دوره، ۲۰۰ متری شرق روستای ریخان واقع شده و این اثر در تاریخ ۲۲ اسفند ۱۳۸۵ با شمارهٔ ثبت ۱۸۱۴۶ به‌عنوان یکی از آثار ملی ایران به ثبت رسیده است.